# Agustí Collado i Nogué
Agustí Collado i Nogué (Barcelona, 1895 - 1942) fou un autor dramàtic, llibretista de sarsueles i novel·lista català.

## Obra dramàtica[1]

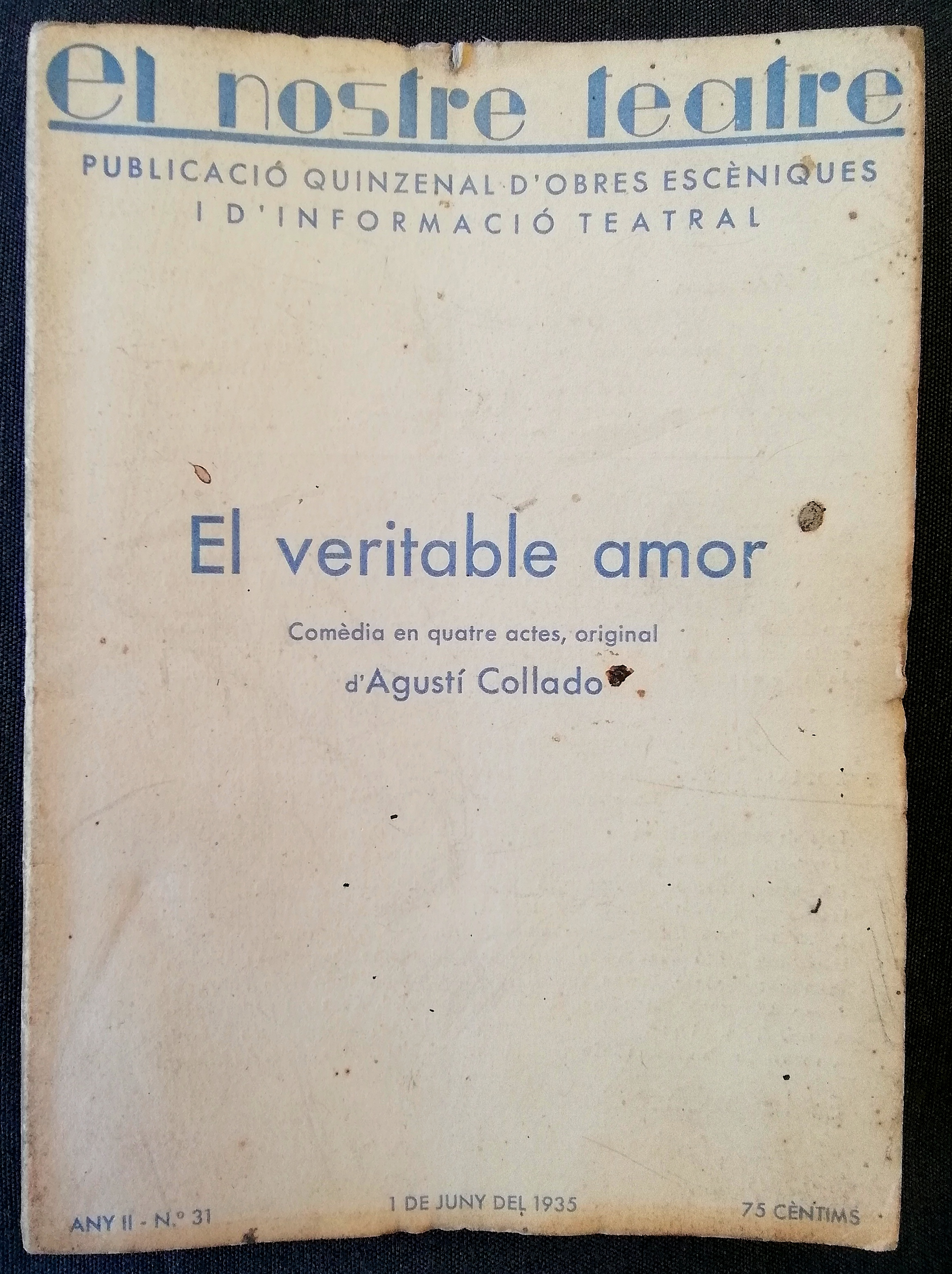
El Veritable Amor, comèdia en quatre actes d'Agustí Collado. Editat a Barcelona per Publicacions El Nostre Teatre l'any 1935

- El Veritable Amor, comèdia en quatre actes d'Agustí Collado. Editat a Barcelona per Publicacions El Nostre Teatre l'any 1935Bromes pesades. Juguet còmic en 1 acte. 1928.
- Mariàngela. Comèdia dramàtica en 3 actes. 1928
- Dimecres de Cendra o l'enterrament de la sardina. Sainet en 3 actes. 1929
- Dos corazones sin rumbo. Comèdia sentimental en 3 actes. Estrenada al Teatre Goya (Barcelona) el 13 de desembre de 1929.
- La dona, el Valentí i el marit. Obra en 3 actes. En col·laboració de Lluís Capdevila i Vilallonga. Estrenada al Teatre Talia de Barcelona el 6 de març de 1930.
- Ell m'estima. Comèdia en 2 actes. Estrenada al Coliseu Pompeia de Barcelona. 1933.
- La joventut passa. Comèdia en 2 actes. Estrenada al Coliseu Pompeia de Barcelona. 1933.
- La bohèmia trista. Comèdia en 3 actes. Estrenada al Teatre de l'Orfeó de Sants. 1934.
- No vull casar-m'hi. Diàleg en prosa. Estrenat al Teatre de l'Orfeó Gracienc de Gràcia, Barcelona. el 22 d'abril de 1934.
- El pas de la glòria. Comèdia en 3 actes. En col·laboració de J. Roig Guivernau. Estrenada el dia 9 de desembre de 1934 al Teatre-Escola de Barcelona.
- Roda el món...i torna al Born. Jazz-fantasia en 3 actes i 12 quadres. Llibret en col·laboració amb J. Roig Guivernau. Música de Josep Maria Torrens i Ventura. Estrenada al Gran Teatre Espanyol de Barcelona el 24 de gener de 1935.
- Aurora boreal. Comèdia en 3 actes. Estrenada a la Societat Iris de Mataró el dia 24 de novembre de 1935.
- El fill de mon pare. Adaptació de l'obra Pare vostè la burra, amic de Felip Melià. 1935.
- El poble no vol la guerra. Obra en tres actes. 1935
- Fue un pretexto. Comèdia en un acte (en idioma castellà)
- Pegadolça. Sainet en un acte
- Muntanyes Enllà. Impressió escènica
- A gust de tothom. Joguina còmica en un acte
- Morts Ressuscitats. Joguina còmica en un acte
- La Sultana. Sainet en un acte
- El somriure de la nit. Drama en tres actes
- El veritable amor. Comèdia en quatre actes
- L'Espectre de la Ciutat. Drama en tres actes
- Una Nit... Pel·lícula en tres actes
- Tres episodis i un compromís. Ràdio-comèdia
- L'herbolària de la Creu. Sainet barceloní en 3 actes. En col·laboració de J. Roig Guivernau. Estrenada al Gran Teatre Espanyol de Barcelona el dia 11 de març de 1936.
- La nostra Natatxa. Comèdia en 3 actes, el segon dividit en 3 quadres, original d'Alejandro Casona, versió catalana d'Agustí Collado. Estrenada al Teatre Nou (Avinguda del Paral·lel) el dia 6 de juny de 1936.
- Deixa'm la dona, Cisquet. Farsa còmica en 2 actes. Original d'Artur Casinos. Adaptació catalana d'Agustí Collado. Estrenada a la Societat Obrera l'Artesà de Gràcia, Barcelona el 14 de juny de 1936.
- El cor m'ho deia. Comèdia en 3 actes. Original de Ladislau Fodor. Traducció catalana d'Agustí Collado i Llorenç Rodelles. 1937
- Caparró de cascavells. Comèdia en 1 acte. 1938.

## Novel·la
- El bon germà (1924), novel·la infantil
- El meu amor
- Per culpa meva
- Una noia d'ara
- Cor enfora
- El mal pas
- Contes del cor (El llibre dels Infants)